# Somaliland
Somaliland, quốc hiệu là Cộng hòa Somaliland, là một quốc gia được công nhận hạn chế ở Sừng châu Phi, nguyên là một khu vực tự trị của Somalia. Chính phủ Somaliland tự xác định mình là quốc gia kế thừa của lãnh thổ bảo hộ Somaliland thuộc Anh, vốn độc lập vào ngày 26 tháng 6 năm 1960 với tên gọi Quốc gia Somaliland, trước khi hợp nhất với Lãnh thổ ủy trị Somalia vào ngày 1 tháng 7 năm 1960 để hình thành nước Cộng hòa Somalia.
Somaliland giáp với Ethiopia ở phía nam và tây, với Djibouti ở phía tây bắc, với vịnh Aden ở phía bắc, và với vùng tự trị Puntland của Somalia ở phía đông.
Sau khi chính phủ trung ương sụp đổ vào năm 1991, chính phủ địa phương tuyên bố độc lập khỏi Somalia vào ngày 18 tháng 5 năm 1991. Kể từ đó, lãnh thổ này nằm dưới quyền quản lý của chính phủ Somaliland. Somaliland có các quan hệ phi chính thức với một số nước ngoài, những nước này cử phái đoàn ngoại giao đến Hargeisa. Ethiopia cũng có một văn phòng thương mại tại Somaliland. Tuy nhiên, Somaliland vẫn không được quốc gia hay tổ chức quốc tế nào công nhận.

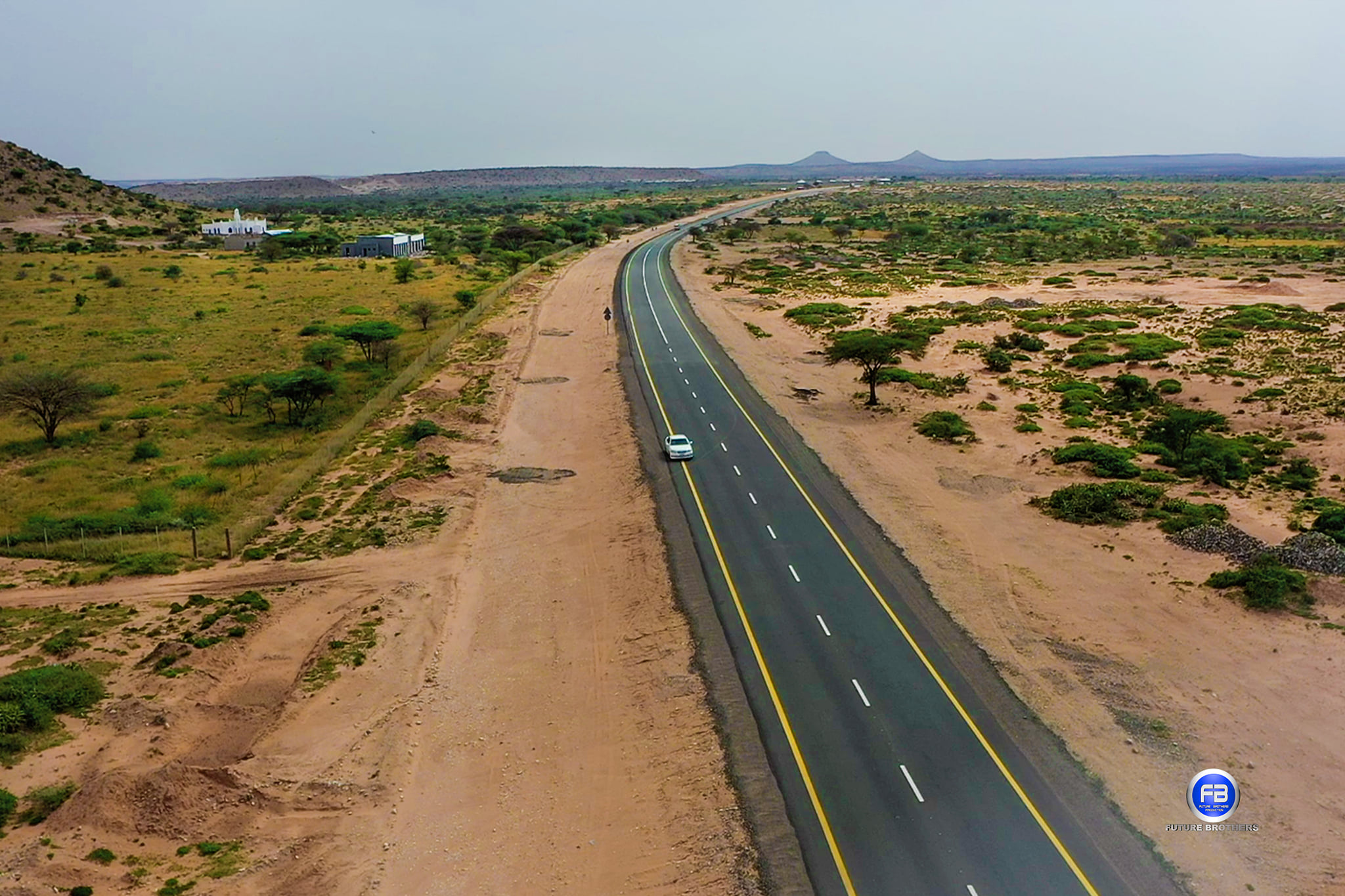
Một đoạn đường ở Somaliland

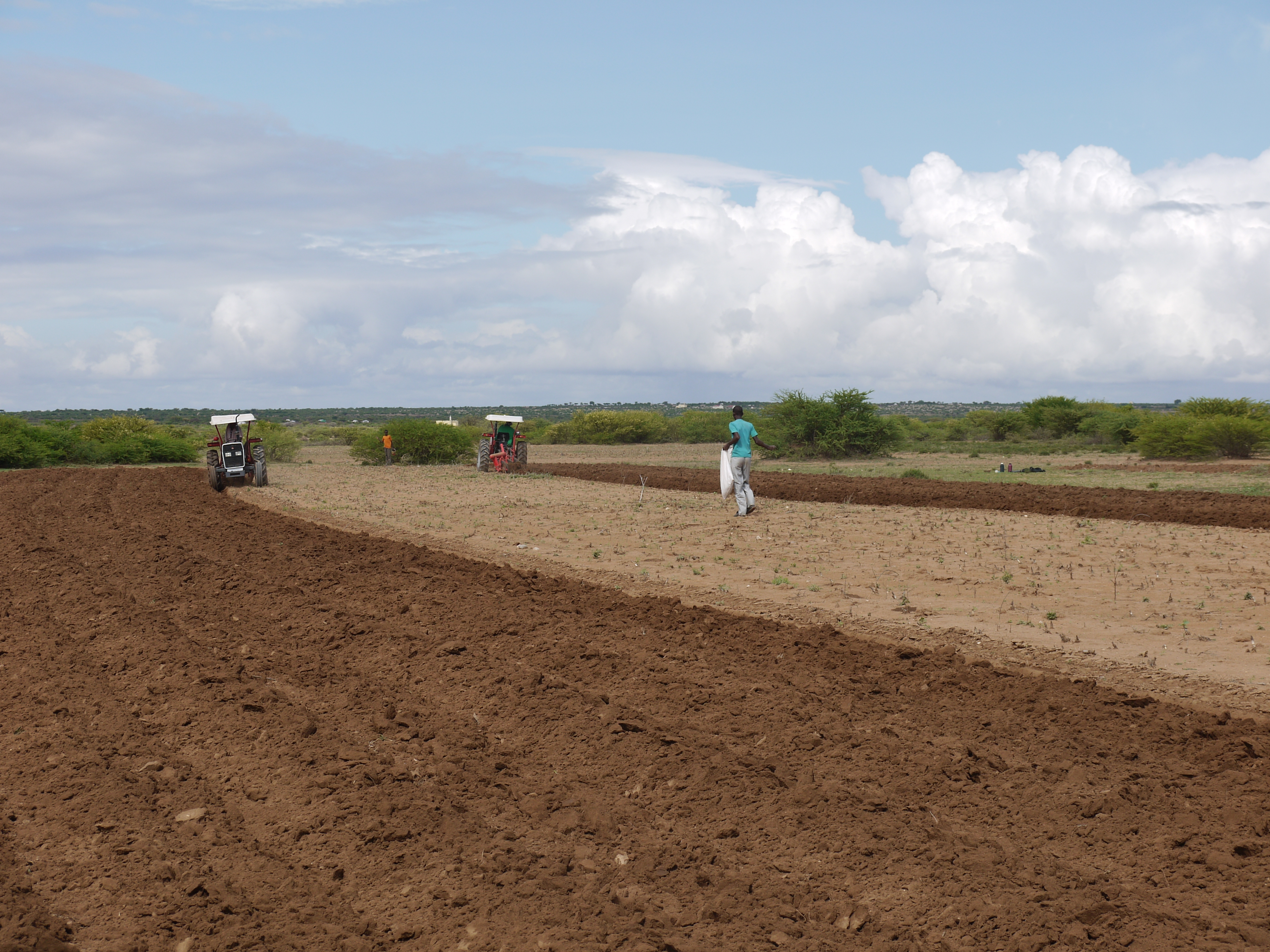
Một bãi đất ỏ Somaliland

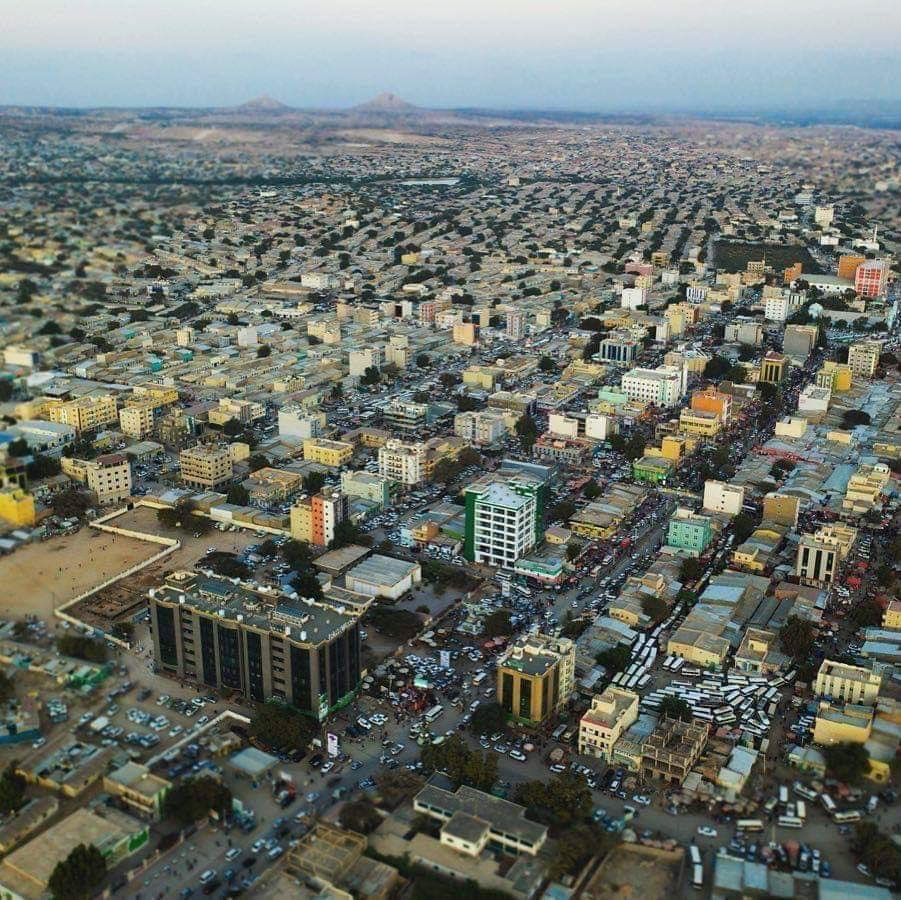
Hình ảnh một khu vực của thủ đô Hargeisa

## Lịch sử
Các văn vật sớm nhất của loài người trong khu vực là các bích họa hang động Laas Geel, có niên đại trước 3000 TCN. Hồi giáo được đưa đến vùng duyên hải phía bắc Somalia từ bán đảo Ả Rập, một thời gian ngắn sau hành trình hijra của Muhammad. Nhiều vương quốc Somalia Hồi giáo được thành lập trong khu vực vào giai đoạn này. Nhiều thế kỷ sau, đến thập niên 1500, Đế quốc Ottoman chiếm đóng Berbera và vùng xung quanh. Pasha của Ai Cập là Muhammad Ali sau đó thiết lập chỗ đứng tại khu vực từ năm 1821 đến năm 1841.

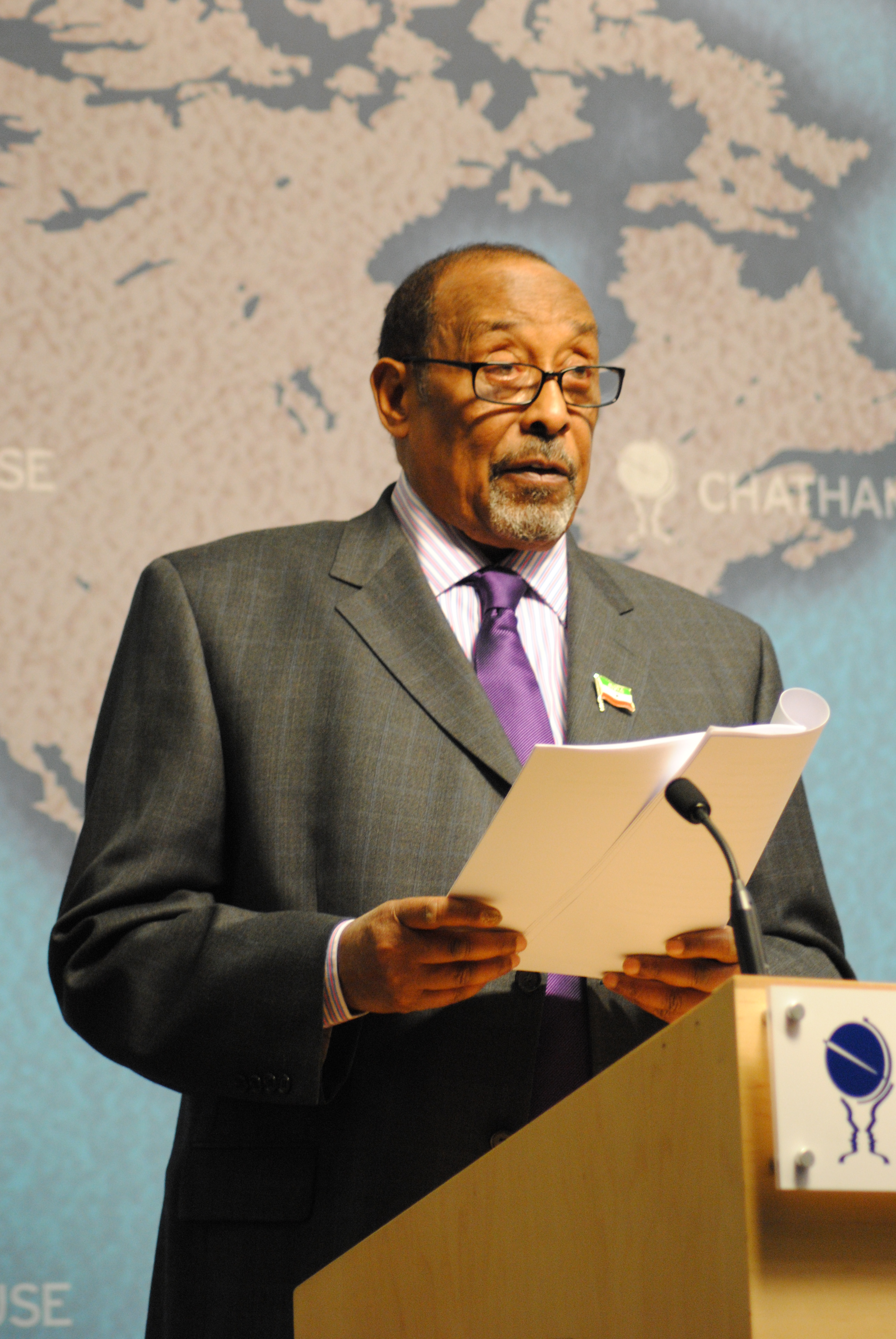
Ahmed Mahamoud Silanyo,Tổng thống thứ 4 của cộng hòa Somaliland, đang phát biểu ở Chatham House vào 2010.

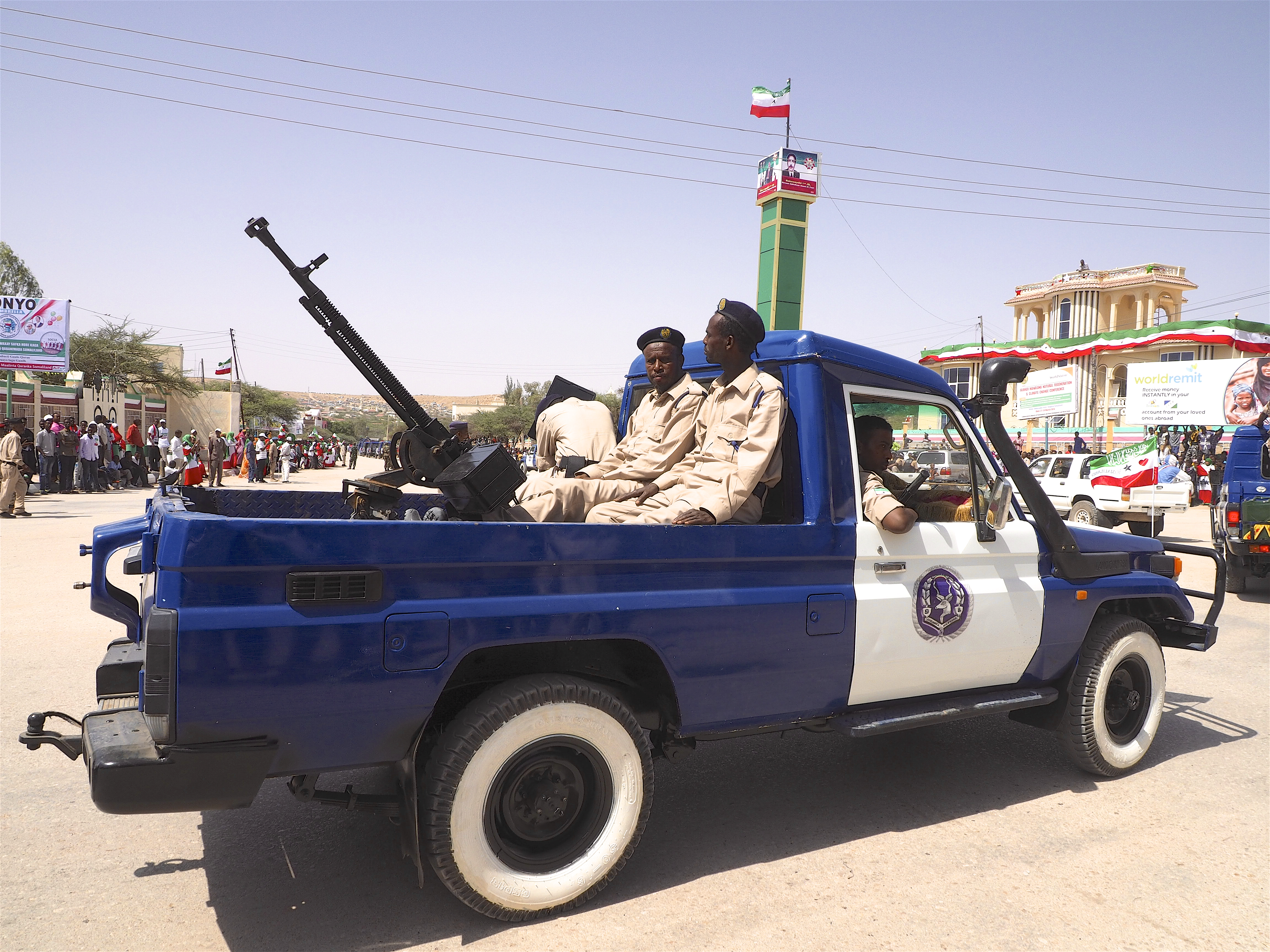
Lực lượng vũ trang Somaliland

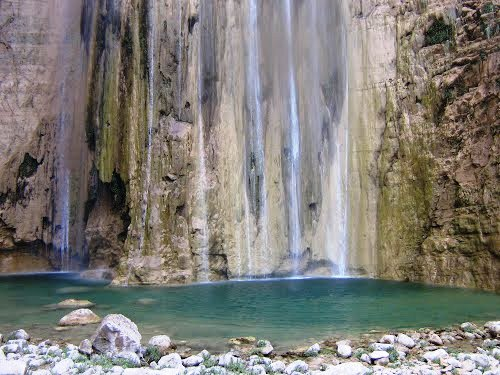
Một thác nước ở Somaliland

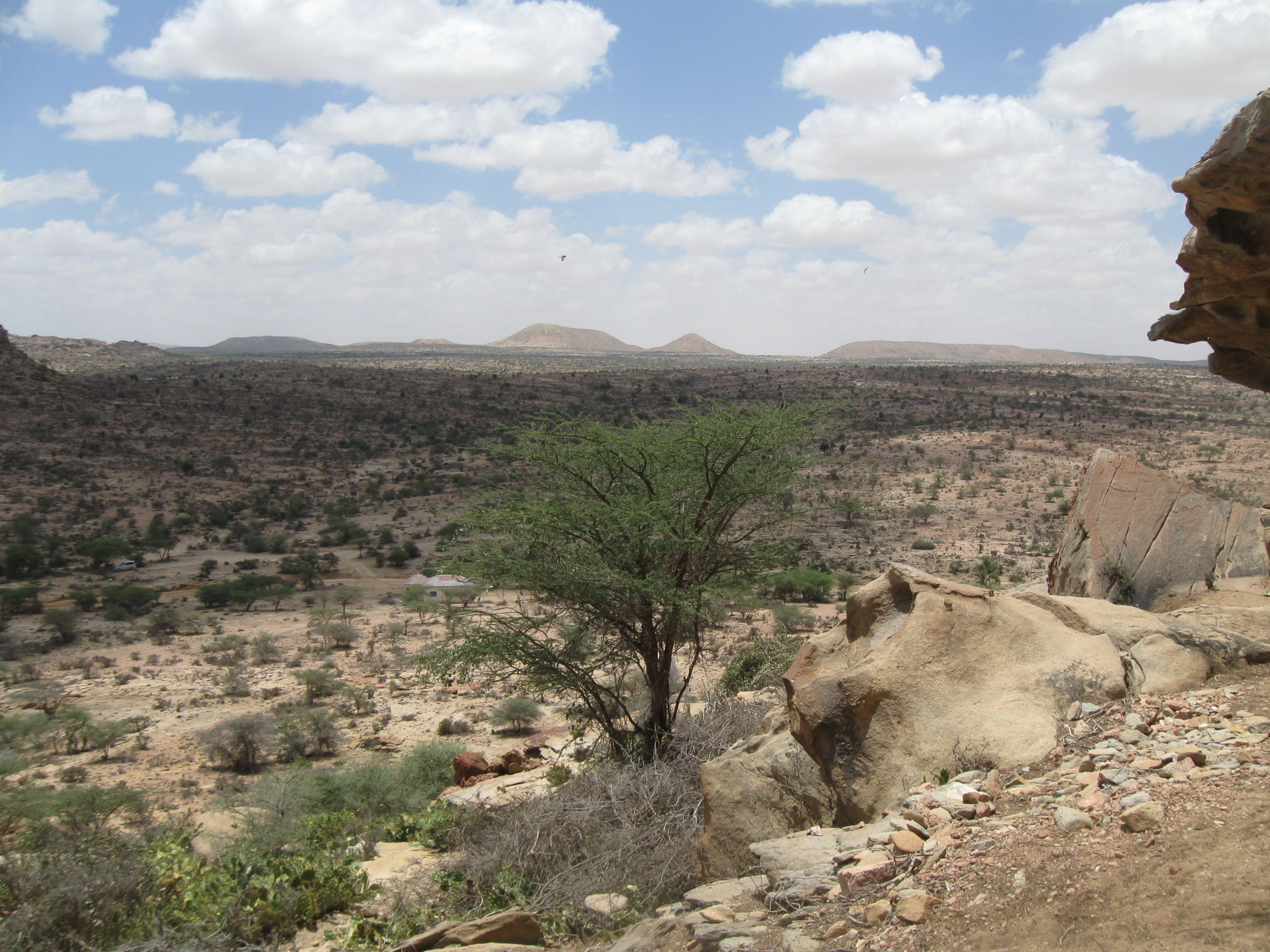
Vùng quê Somaliland

Bản đồ Somaliland

Năm 1888, sau khi ký kết các hiệp định liên tiếp với các Sultan người Somalia đương nhiệm như Mohamoud Ali Shire của Vương quốc Warsangali, Anh Quốc thiết lập một vùng đất bảo hộ trong khu vực, được gọi là Somaliland thuộc Anh. Người Anh tiến hành đóng quân, và xếp vùng đất bảo hộ này vào thành phần của Ấn Độ thuộc Anh cho đến năm 1898. Somaliland thuộc Anh sau đó nằm dưới quyền quản lý của Bộ Ngoại giao cho đến năm 1905, và sau đó là Bộ Thuộc địa.
Nhìn chung, người Anh không quan tâm nhiều đến khu vực nghèo tài nguyên này. Theo tuyên bố thì mục đích của việc thiết lập vùng đất bảo hộ là để "đảm bảo một thị trường cung ứng, kiểm soát buôn bán nô lệ, và loại trừ việc các cường quốc khác can thiệp." Người Anh chủ yếu nhìn nhận vùng đất bảo hộ này là một nguồn cung cấp thịt cho các tiền đồn Ấn Độ thuộc Anh của họ tại Aden. Do vậy, khu vực có biệt danh là "cửa hàng thịt của Aden". Chính phủ thuộc địa trong giai đoạn này không mở rộng cơ sở hạ tầng hành chính vượt quá vùng duyên hải, trong khi Somalia thuộc Ý trải qua can thiệp thuộc địa nhiều hơn.
Somaliland thuộc Anh độc lập vào ngày 26 tháng 6 năm 1960, còn Lãnh thổ ủy thác Somalia (tức Somalia thuộc Ý cũ) cũng độc lập năm ngày sau đó. Ngày 1 tháng 7 năm 1960, đúng như kế hoạch, hai lãnh thổ hợp nhất để hình thành nước Cộng hòa Somalia. Ngày 20 tháng 7 năm 1961, thông qua trưng cầu dân ý đại chúng, người dân Somalia thông qua một hiến pháp mới. Đến thập niên 1990, chính phủ của Mohamed Siad Barre sụp đổ. Nhiều người Somalia vỡ mộng với sinh hoạt dưới chế độ độc tài quân sự, chính phủ trở nên ngày càng chuyên chế, các phong trào kháng chiến xuất hiện trên toàn quốc và được Ethiopia khuyến khích, cuối cùng dẫn đến Nội chiến Somalia. Trong số các nhóm vũ trang có Mặt trận Dân tộc Somalia (SNM) có cơ sở tại Hargeisa.
Mặt trận Dân tộc Somalia ban đầu chủ trương hợp nhất, song cuối cùng chuyển sang theo đuổi độc lập, muốn tách khỏi phần còn lại của Somalia. Dưới quyền lãnh đạo của Abdirahman Ahmed Ali Tuur, chính phủ địa phương tuyên bố các lãnh thổ ở tây bắc bộ Somalia độc lập trong một hội nghị được tổ chức tại Burao từ ngày 27 tháng 4 năm 1991 đến ngày 15 tháng 5 năm 1991. Abdirahman Ahmed Ali Tuur sau đó trở thành Tổng thống đầu tiên của chính thể Somaliland, song từ chức vào năm 1994 và bắt đầu công khai mưu cầu và chủ trương hòa giải với phần còn lại của Somalia theo thể chế liên bang phân quyền. Đại hội Hòa giải dân tộc tại Borama bổ nhiệm Muhammad Haji Ibrahim Egal làm tổng thống thứ nhì. Đại hội này họp trong bốn tháng, khiến an ninh dần được cải thiện, cũng như hợp nhất lãnh thổ mới. Muhammad Haji Ibrahim Egal được tái bổ nhiệm vào năm 1997, và tại nhiệm cho đến khi mất vào năm 2002. Phó tổng thống Dahir Riyale Kahin tuyên thệ nhậm chức tổng thống một thời gian ngắn sau đó.
Cuộc chiến tại nam bộ Somalia giữa một bên là quân Hồi giáo nổi dậy và bên còn lại là chính phủ trung ương Somalia cùng Liên minh châu Phi hầu như không có ảnh hưởng trực tiếp đến Somaliland, lãnh thổ này cùng với Puntland láng giếng vẫn tương đối ổn định.

## Địa lý
Somaliland nằm tại tây bắc bộ Somalia, giữa 08°00' – 11°30' vĩ Bắc và giữa 42°30' – 49°00' kinh Đông. Lãnh thổ này giáp với Djibouti ở phía tây, với Ethiopia ở phía nam, và với Puntland ở phía đông. Somaliland có 740 kilômét (460 mi) đường bờ biển, phần lớn là dọc theo vịnh Aden. Lãnh thổ có diện tích 137.600 km2 (53.100 dặm vuông Anh).
Khí hậu Somaliland pha trộn giữa các điều kiện ẩm và khô. Phần phía bắc của lãnh thổ có nhiều đồi, và nhiều nơi có cao độ 900 và 2.100 mét (3.000 và 6.900 ft) trên mực nước biển. Những nơi như Awdal, Sahil và Maroodi Jeex (Woqooyi Galbeed) có đất đai phì nhiêu và nhiều núi, còn Togdheer thì phần lớn là bán hoang mạc. Awdal có một số đảo, ám tiêu san hô, rừng ngập mặn.
Một bình nguyên cây bụi bao phủ, bán hoang mạc được gọi là Guban nằm song song với vùng duyên hải vịnh Aden. Với chiều rộng 12 km ở phía tây đến 2 km ở phía đông, bình nguyên bị các sông suối chia cắt, song lòng các sông suối này về cơ bản là cát khô ngoại trừ trong mùa mưa. Khi có mưa, các bụi cây thấp và bụi cỏ của Guban biến thành thảm thực vật tươi tốt.
Cal Madow là một dãy núi ở phần phía bắc của lãnh thổ, kéo dài từ tây bắc của Erigavo đến cách vài km phía tây của Bosaso. Dãy núi này có đỉnh cao nhất của Somalia là Shimbiris với cao độ 2.416 mét (7.927 ft). Các rặng núi gồ ghề theo chiều đông-tây thuộc dãy Karkaar cũng nằm trong vùng nội địa của vùng duyên hải vịnh Aden. Tại các khu vực trung bộ, các dãy núi phía bắc nhường chỗ cho các cao nguyên thấp và sông suối thường khô hạn, được người địa phương gọi là Ogo. Cao nguyên phía tây của Ogo dẫn kết hợp vào Haud, một khu vực quan trọng đối với chăn thả gia súc.

## Kinh tế
Shilling Somaliland là một tiền tệ ổn định song không được quốc tế công nhận và hiện nay không có tỷ giá hối đoái chính thức. Đơn vị tiền tệ này do Ngân hàng Somaliland điều chỉnh, ngân hàng được thành lập vào năm 1994 theo quy định trong hiến pháp.
Do Somaliland không được quốc tế công nhận, các nhà tài trợ quốc tế gặp khó khăn trong việc cung cấp viện trợ. Do vậy, chính phủ dựa chủ yếu vào tiền thuế thu được, và kiều hối từ cộng đồng người Somalia tha hương đóng góp rất nhiều cho kinh tế của Somaliland. Ngân hàng Thế giới ước tính rằng 1 tỷ USD kiều hối đến Somalia hàng năm từ những người tha hương tại Hoa Kỳ, châu Âu, và các quốc gia vùng Vịnh. Các nhà phân tích cho rằng công ty Dahabshiil có thể giải quyết hai phần ba trong số đó, và rằng có đến một nửa trong đó là đến Somaliland.
Nông nghiệp thường được coi là một ngành kinh tế có tiềm năng, đặc biệt là sản xuất ngũ cốc và trồng hoa. Khai mỏ cũng có tiềm năng, dẫu cho việc khai thác đá giản đơn đã dẫn đến việc chúng có chứa hỗn tạp nhiều loại khoáng sản khác nhau.
Nghiên cứu gần đây tại Somaliland cho thấy rằng khu vực có dự trữ lớn về dầu mỏ và khí thiên nhiên ở ngoài khơi và ven bờ. Cũng có một vài giếng đã được khoan trong những năm gần đây, song do tình trạng không được công nhận của khu vực, các công ty dầu mỏ nước ngoài không thể kinh doanh tại đây.
Từ sau chiến tranh Eritrea-Ethiopia, Somaliland trở thành nơi quá cảnh xuất khẩu chính của Ethiopia. Ethiopia đã ký một hợp đồng với chính phủ Somaliland, ghi rõ rằng thành phố cảng Berbera sẽ xuất khẩu và nhập khẩu hàng hóa đi và đến từ Ethiopia.

## Nhân khẩu

### Ngôn ngữ
Hầu hết người dân tại Somaliland nói hai ngôn ngữ chính thức của khu vực: tiếng Somali và tiếng Ả Rập. Điều 6 trong Hiến pháp năm 2001 quy định rằng ngôn ngữ chính thức của Somaliland là tiếng Somali, mặc dù tiếng Ả Rập là một môn học bắt buộc trong trường học và được sử dụng tại các nhà thờ Hồi giáo quanh khu vực. Tiếng Anh cũng được sử dụng và được dạy trong trường học.
Tiếng Somali là một tập hợp các ngôn ngữ gọi là Các ngôn ngữ Đất thấp Đông Cushitic bởi người Somali sống tại Somalia, Djibouti và các lãnh thổ lân cận. Đông Cushitic là một nhánh của Nhóm ngôn ngữ Cushitic, một phần của Ngữ hệ Á-Phi rộng lớn.
Phơng ngữ Somali được sử dụng rộng rãi nhất là tiếng Somali tiêu chuẩn, một thuật ngữ được dùng để chỉ một vài phương ngữ nhỏ, những người sử dụng có thể hiểu lẫn nhau một cách dễ dàng. Tiếng Somali tiêu chuẩn được nói tại hầu hết Somali và các lãnh thổ lân cận (Djibouti, Ogaden, đông bắc Kenya) và được các đài truyền thông tại Somaliland sử dụng.
Khả năng ngôn ngữ có ý nghĩa lớn trong xã hội Somali, khả năng có thể cầu hôn, được chiến đấu, tở thành một chính trị gia hay lãnh đạo tôn giáo một phần dựa trên sự khéo léo về mặt ngôn ngữ của người đó. Thời kỳ trước cách mạng, tiếng Anh là ngôn ngữ chiếm ưu thế tại hệ thống trường học và trong chính quyền.

### Tôn giáo
Với một vài ngoại lệ, toàn bộ người dân Somaliland là người Hồi giáo, phần lớn thuộc hệ phái Hồi giáo Sunni và phái Shài'i của luật học Hồi giáo. Hồi giáo cũng đóng vai trò là tôn giáo quốc gia. Có những dầu tích về tôn giáo truyền thống tiền Hồi giáo từng tồn tại ở Somaliland, song hiện Hồi giáo đóng vai trò vô cùng quan trọng trong ý thức dân tộc của người Somali. Nhiều quy tắc xã hội của người Somali xuất phát từ tôn giáo của họ. Nhiều phụ nữ Somali mang hijab khi họ ở nơi công cộng. Thêm vào đó, người Somali không dùng thịt lợn, cờ bạc và đồ uống có cồn. Người Hồi giáo thường tụ tập vào chiều thứ sáu để nghe thuyết pháp và cầu nguyện tập thể.

### Hệ thống thị tộc
Có khoảng 3,5 triệu cư dân tại Somaliland. Xã hội Somaliland được tổ chức thành các thị tộc. Thị tộc lớn nhất tại Somaliland là Isaaq và thị tộc lớn thứ hai là Gadabuursi Dir, một số thị tộc lớn khác hiện diện tại Somaliland là Issa, Gabooye, và Harti Darod (như Warsangali và Dhulbahante). Người Warsangali và Dhulbahante chủ yếu cư trú tại Sool, một số phần ở Đông Sanaag và một phần nhỏ ở đông nam Togdheer, trong khi người Isaaq tập trung chủ yếu tại các vùng Maroodi Jeex, Sanaag, Gabiley, Togdheer và Saaxil. Các thị tộc được chia tiếp thành các dòng tộc.